# Franz Conrad von Hötzendorf
Franz hrabě Conrad von Hötzendorf (německy Franz Joseph Ignaz Graf Conrad von Hötzendorf; 11. listopadu 1852 Penzing – 25. srpna 1925 Mergentheim) byl rakousko-uherský generál a během první světové války jeden  předních představitelů Trojspolku. V rakousko-uherské armádě sloužil od roku 1871 a vystřídal působiště v různých posádkách monarchie. V letech 1906–1911 a 1912–1917 byl náčelníkem generálního štábu rakousko-uherské armády, v roce 1916 dosáhl hodnosti polního maršála.

## Životopis

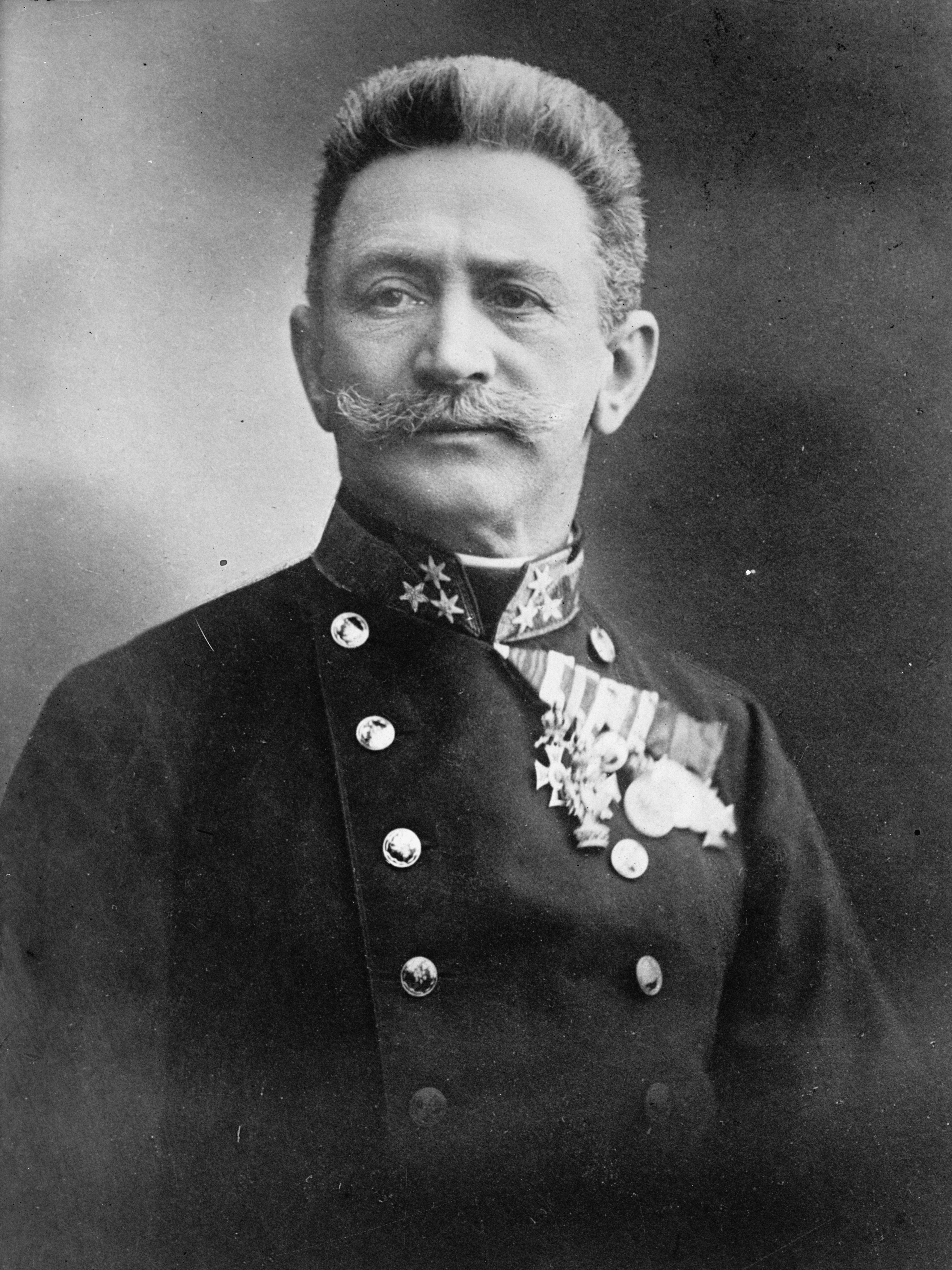
Náčelník rakousko-uherského generálního štábu Franz Conrad von Hötzendorf (1914)

Pocházel z úřednické a důstojnické rodiny povýšené v roce 1815 do šlechtického stavu. Byl synem c. k. plukovníka husarů Franze Xavera Conrada (1793–1878), který pocházel z jižní Moravy. Studoval nejprve na kadetní škole v Hainburgu a poté na Tereziánské vojenské akademii ve Vídeňském Novém Městě (1867–1871). Do armády vstoupil jako poručík, později si ještě doplnil vzdělání na vojenské škole pro vyšší důstojníky ve Vídni. Jako student proslul zájmem o přírodní vědy, vynikal také v jazycích, plynně mluvil německy, italsky, francouzsky, chorvatsky a česky, pochytal i základy maďarštiny a rumunštiny. V hodnosti nadporučíka (1877) poté sloužil v Košicích, jako štábní důstojník III. armádního sboru se v roce 1878 zúčastnil okupace Bosny a Hercegoviny. V roce 1879 byl jako kapitán přidělen ke generálnímu štábu a od roku 1883 byl šéfem štábu 11. pěší divize ve Lvově. V roce 1887 se v hodnosti majora vrátil do Vídně a znovu působil u generálního štábu, v letech 1888–1892 souběžně vyučoval na Vyšší válečné škole ve Vídni. V devadesátých letech sloužil jako velitel jednotek pěchoty v Olomouci a Opavě, mezitím dále postupoval v hodnostech (podplukovník 1890, plukovník 1893). V roce 1899 dosáhl hodnosti generálmajora a převzal velení 55. brigády pěchoty v Terstu. V roce 1903 byl jmenován polním podmaršálem a stal se velitelem 8. divize pěchoty v Innsbrucku. 

### Náčelník generálního štábu
V listopadu 1906 byl jmenován náčelníkem generálního štábu rakousko-uherské armády. Stalo se tak na popud arcivévody Františka Ferdinanda, který jako následník trůnu a generální inspektor branné moci usiloval o generační obměnu vrchního velení armády. Conrad ve funkci šéfa generálního štábu nahradil zestárlého Friedricha Beck-Rzikowského, který patřil k osobním přátelům císaře Františka Josefa. 
Jako náčelník generálního štábu dlouhodobě naléhal na modernizování rakouských ozbrojených sil. Byl přesvědčen, že mezi rakouskými Němci a slovanskými národy musí dojít ke konfliktu a obával se maďarské elity v říši. Už od roku 1906 navrhoval preventivní válku proti Srbsku. K datu 1. listopadu 1908 byl povýšen na polního zbrojmistra, o dva týdny později obdržel zároveň hodnost generála pěchoty. Kvůli odlišným názorům na hrozbu války na Balkáně byl v roce 1911 odvolán z funkce a nahradil jej generál slovinského původu Blasius von Schemua. Conrad převedený na nižší post armádního inspektora se však nevzdal svých ambicí a vyvíjel řadu aktivit nejen v orgnizaci armády, ale i v zahraniční politice. Schemua proto o rok později rezignoval a Conrad se v prosinci 1912 vrátil na post náčelníka generálního štábu. V této době proslul mimo jiné snahou o ututlání špionážní aféry plukovníka Redla. 
Když vypukla první světová válka, často navrhoval nereálné grandiózní plány bez ohledu na terén či klima. Podceňoval také sílu nepřítele. Jeho největší porážka přišla v roce 1916, kdy nedokázal čelit ofenzívě ruského generála Brusilova. Od té doby se Rakousko-Uhersko neobešlo bez pomoci Německa. V roce 1915 byl povýšen do nově zřízené hodnosti generálplukovníka. Několik dní po smrti Františka Josefa byl povýšen do nejvyšší armádní hodnosti polního maršála (27. listopadu 1916), ale nový císař Karel I. vzápětí realizoval personální změny ve vrchním velení. Ve funkci náčelníka generálního štábu nahradil Conrada Arthur Arz von Straußenburg. Conrad byl pověřen velením tyrolské armádní skupiny, z něhož byl odvolán 15. července 1918 po neúspěchu ofenzivy na řece Piavě. Po zániku monarchie a demobilizaci rakousko-uherské armády byl formálně penzionován k datu 1. prosince 1918. Poté žil v soukromí ve Vídni a v letech 1921–1925 vydal pětidílné paměti, kde odmítá vinu za vypuknutí války a tvrdil o sobě, že byl pouze vojenským odborníkem, kdežto rozhodnutí patřila dvoru a politikům. Zemřel roku 1925 a pohřben je ve Vídni na hřbitově ve čtvrti Hietzing. Současná podoba jeho čestného hrobu pochází z úprav v roce 2012.

## Hodnocení
Hötzendorfova pohřbu roku 1925 se zúčastnilo asi sto tisíc lidí a mnozí historici jej hodnotili jako vojenského génia. Na druhé straně bilance světové války je hrozná: z 8 milionů mužů, kteří pod Hötzendorfovým velením bojovali, více než 1,5 milionu padlo a téměř 2 miliony utrpěly zranění. Kritičtí autoři mu vytýkají velikášské plány, podceňování protivníka i to, že armádám velel zdálky a jen výjimečně se objevoval na frontě a mezi vojáky.

## Tituly a ocenění

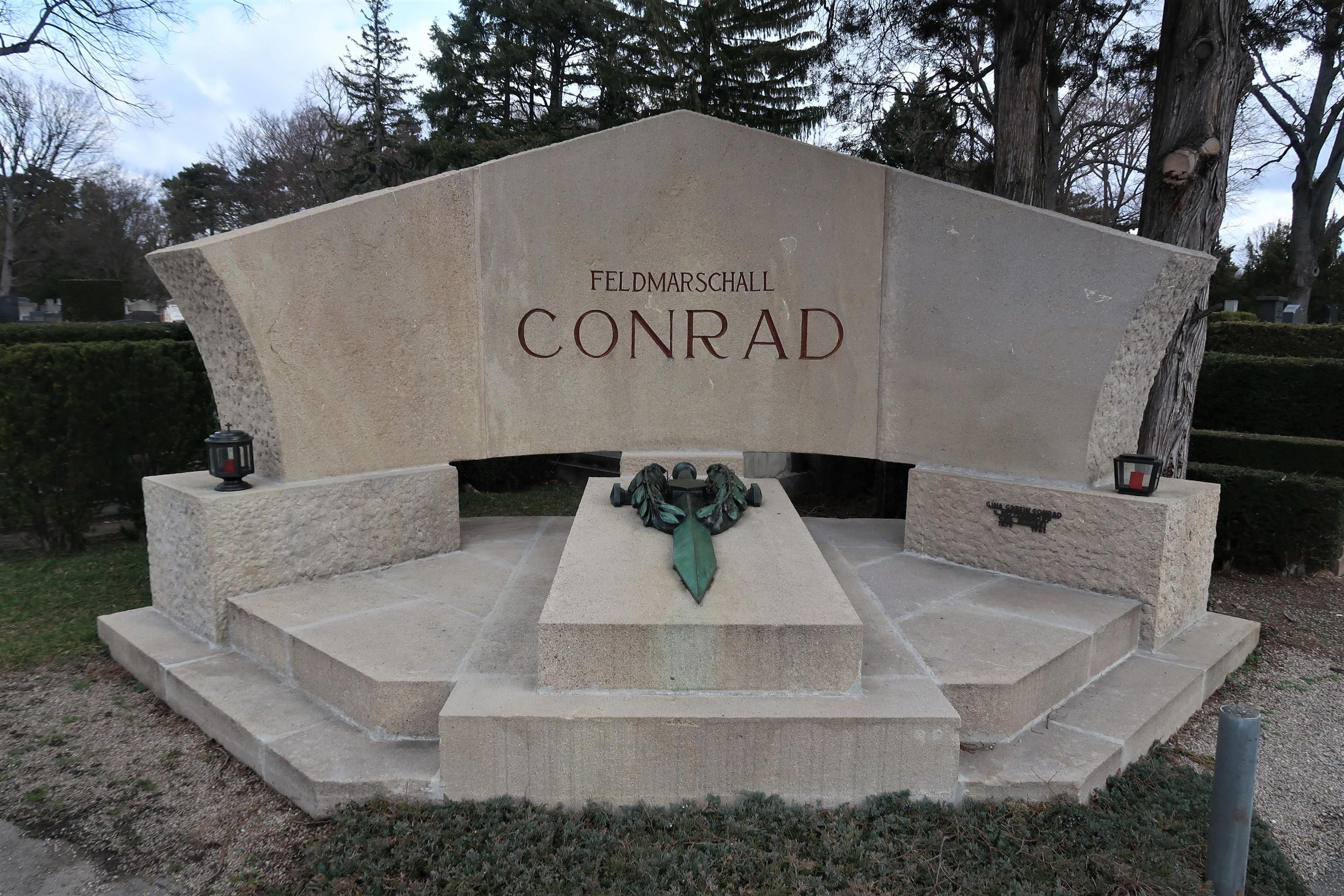
Hrob maršála Franze Conrada von Hötzendorf na hřbitově v Hietzingu

Jako náčelník generálního štábu získal v roce 1907 titul c. k. tajného rady s nárokem na oslovení Excelence. V roce 1910 byl povýšen na barona (svobodný pán - Freiherr) a v roce 1917 byl jmenován doživotním členem rakouské Panské sněmovny. V červenci 1918 byl povýšen na hraběte (šlechtické tituly byly krátce poté v Rakousku zrušeny). Během své vojenské služby získal řadu ocenění, jako dlouholetý náčelník generálního štábu byl vyznamenáván i zahraničními panovníky. Za války získal mimo jiné pruský prestižní řád Pour le Mérite a v roce 1917 byl dekorován velkokřížem Řádu Marie Terezie (jednalo se o první řádový velkokříž udělený od roku 1850 mimo příslušníky panovnických rodů). V letech 1918–1925 zastával čestnou funkci kancléře Řádu Marie Terezie. Od roku 1909 byl také čestným majitelem pěšího pluku č. 39 posádkově příslušného do Vídně. Dále byl držitelem čestných doktorátů na několika univerzitách monarchie, čestným doktorem byl na Karlově univerzitě v Praze a C. k. technické vysoké škole v Brně, další čestné doktoráty získal na univerzitách v Innsbrucku a Černovicích.

### Rakousko-Uhersko
- Válečná medaile (1879)
- Vojenský jubilejní kříž III. třídy (1879)
- Vojenská záslužná medaile (1890)
- Řád železné koruny III. třídy (1892)
- Jubilejní pamětní medaile (1898)
- rytířský kříž Leopoldova řádu (1904)
- Vojenský jubilejní kříž (1908)
- Řád železné koruny I. třídy (1908)
- velkokříž Leopoldova řádu (1911)
- Vojenský záslužný kříž  II. třídy  s válečnou dekorací (1914)
- velkokříž Řádu Marie Terezie (1917)

### Zahraničí
- Řád lva a slunce III. třídy (Persie, 1890)
- Řád pruské koruny II. třídy (Německo, 1902)
- velkokříž Řádu červené orlice (Německo, 1908)
- velkokříž Řádu rumunské hvězdy (Rumunsko, 1909)
- velkokříž Řádu pruské koruny (Německo, 1910)
- Řád dvojitého draka II. třídy (Čína, 1911)
- Řád vycházejícího slunce I. třídy (Japonsko, 1911)
- Železný kříž II. třídy (Německo, 1914)
- velkokříž Řádu Albrechtova (Sasko, 1914)
- Železný kříž I. třídy (Německo, 1914)
- velkokříž Vojenského řádu sv. Jindřicha (Sasko, 1915)
- Řád bílého slona I. třídy (Siam, 1915)
- Pour le Mérite (Německo, 1915)
- velkokříž Řádu württemberské koruny (Württembersko, 1915)
- Řád Osmanie I. třídy (Osmanská říše, 1915)
- Zlatá medaile Řádu Imtiaz (Osmanská říše, 1915)
- velkokříž Vojenského řádu Maxe Josefa (Bavorsko, 1915)
- Kříž Fridricha Augusta I. a II. třídy (Oldenbursko, 1916)

## Rodina
Byl dvakrát ženatý. První sňatek uzavřel v roce 1886 ve Lvově s Vilemínou von Le Beau (1860–1905), dcerou vojenského inženýra c. k. generálmajora Augusta von Le Beau. Z tohoto manželství pocházeli čtyři synové. Nejstarší syn vzhledem ke kombinací jména a příjmení Konrad Conrad užíval spíše jméno Kurt (1887–1918), zemřel na následky vysílení ve Švýcarsku. Třetí syn Herbert (1891–1914) padl v září 1914 v Haliči, v rakousko-uherské armádě sloužili i další synové Ervín a Egon. Po smrti první manželky se oženil podruhé s rozvedenou Virginií Agujari-Kárász (1879–1961). Jejich manželství zůstalo bezdětné. 